# Roots rock
Il roots rock è un genere musicale nato negli Stati Uniti intorno alla metà degli anni sessanta quando, rifuggendo al contempo la predominante psichedelia e gli eccessi barocchi del prog, si formò una scena che si proponeva di recuperare gli elementi all'origine del rock nel folk, blues e country.
L'origine del genere è rintracciabile nel periodo passato a Nashville da Bob Dylan, il quale lo portò a registrare gli album Blonde on Blonde, John Wesley Harding e Nashville Skyline, i quali, grazie alla loro commistione country folk, segnarono la via di nuovi gruppi quali i canadesi The Band e i californiani Creedence Clearwater Revival. Allo stesso tempo, una band precedentemente associata al sound di San Francisco e famosa per le improvvisazioni psichedeliche come i Grateful Dead subì l'influenza tra gli altri anche di Crosby, Stills & Nash che li portò ad un percorso artistico culminato nel 1970 con gli album Workingman's Dead e American Beauty.
Il medesimo movimento si sviluppò particolarmente in California con i debutti di artisti quali Ry Cooder, Bonnie Raitt e Lowell George.

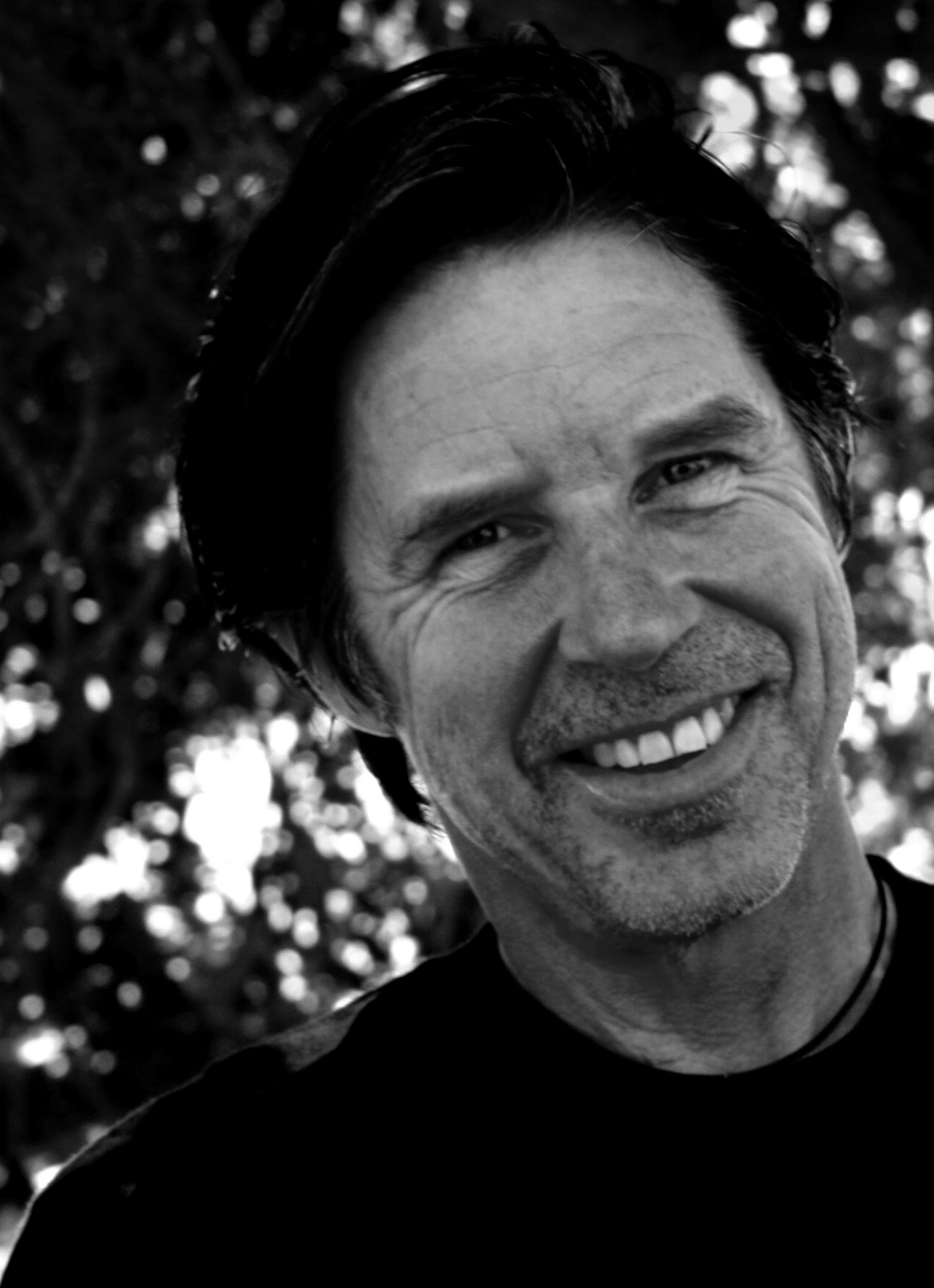
John Doe

Dopo più di un decennio di oblio, negli anni ottanta si assistette ad un revival di questo stile, dovuto all'allontanamento di alcuni gruppi dai suoni pop-new wave tipici del periodo e dal riavvicinamento ai valori ed ai suoni del rock classico degli anni cinquanta e sessanta, diffondendosi inizialmente nelle radio dei college americani.
Molti dei gruppi che esplorarono il genere, quali The Beat Farmers, i Del Lords, The Long Ryders inizialmente si ispirarono alla musica dei Creedence Clearwater Revival, ai quali però si affiancarono artisti e gruppi che si discostarono da qualsiasi fonte di ispirazione per trarne un genere nuovo. Tra questi John Mellencamp, Tom Petty, John Doe, T-Bone Burnett, John Fogerty (già cantante e chitarrista dei Creedence Clearwater Revival) e i Los Lobos (conosciuti a livello internazionale grazie a La Bamba).
Dopo un discreto successo registrato a partire dai primi anni ottanta, molti dei suoi esponenti continuarono a produrre musica anche nei primi anni novanta, dai quali emersero tra gli altri nuovi gruppi come Counting Crows, Wilco e Son Volt (nati entrambi dalle ceneri degli Uncle Tupelo).
Dopo un periodo di appannamento nel nuovo millennio, elementi tipici del genere sono stati ripresi da gruppi quali The Killers, Kings of Leon, The Gaslight Anthem e The War on Drugs, oltre al cantautore britannico Sam Fender.

## Lista di gruppi e artisti roots rock
- The Long Ryders
- John Mellencamp
- Mandolin' Brothers
- John Doe
- The Beat Farmers
- Del Lords
- T-Bone Burnett
- John Fogerty
- Los Lobos
- Creedence Clearwater Revival
- The Notting Hillbillies
- NRBQ
- The Del Fuegos
- Steve Earle
- The Blasters
- Jason & the Scorchers
- Lone Justice
- Dave Alvin
- Phil Alvin
- Drivin' N' Cryin'
- Alejandro Escovedo
- Gear Daddies
- Georgia Satellites
- Green on Red
- Rank and File
- Ben Vaughn
- Wilco
- Bruce Springsteen
- Mark Knopfler
- The War on Drugs
- Larkin Poe